# Robert de Blois
Robert de Blois (... – fl. secondo terzo del XIII secolo) è stato un poeta e troviero francese, autore di opere narrative, liriche, didattiche e religiose.

## Biografia
Egli è conosciuto unicamente attraverso i suoi scritti, ma solo una poesia lirica ascritta a lui, Li departis de douce contrée, menziona il suo coinvolgimento nella fallita crociata del 1239.
Sembra abbia ricevuto l'educazione di chierico, prima di diventare troviero. In un manoscritto, lui dedica la sua opera a Hugues Tyrel, signore di Poix nella Piccardia dal 1230 al 1260, e a suo figlio Guillaume, dal 1260 al 1302. Robert de Blois menziona anche Geoffroy de la Chapelle, grand panetier di Francia e presidente al parlamento di Parigi, così come Thierry conte di Forbach (morto nel 1269).

## Opera poetica
Robert scrive due manuali di istruzione inerenti al comportamento cortese: uno per i nobiluomini e uno per le nobildonne. L'Enseignement des princes e il Chastoiement des dames (o Enseignements des dames). In un manoscritto i due enseignements e il Floris sono incorporati all'interno dell'incompiuto romanzo arturiano Beaudous.
Dell'opera di Robert ci restano inoltre cinque poesie liriche, due delle quali aventi più di una melodia. Tutte le melodie sono registrate nella forma bar. La sua opera lirica, tuttavia, sembra aver trovato scarso favore di pubblico e la sua tradizione manoscritta è modesta senza nessuna influenza sui poeti successivi.

### Opere didattiche
- Le Chastoiement des dames (o Chastiement des dames oppure Enseignements des dames), molto in voga nelle corti dell'epoca, è un codice comportamentale mondano, a uso delle nobildonne, dove viene descritto il ruolo domestico della donna, concentrandosi sull'etichetta, le maniere e la modestia, e fornendo inoltre consigli sulla bellezza e sulla condotta da seguire in amore. I valori di Robert sono stati descritti come "conservatori", ma il suo tono è talvolta "canzonatorio", e mostra "un equilibrio tra talento e arguzia"[3].
- L'Ensoignement des Princes è formato da diverse parti : la prima, chiamata l'Onour as dames (l'onore delle dame) in alcuni manoscritti, insegna il rispetto che si deve alle donne ; le altre parti descrivono i doveri morali e religiosi dei nobili (fede, coraggio, ardore nella combattimento, eleganza, contegno, spiritualità) e condannando i vizi della società (invidia, maldicenza, orgoglio, ecc…). Egli perciò utilizza degli esempi attinti dalle chansons de geste, dai romanzi sull'Alexandre, o ancora da testi che mescolano storia e romanzo come i Faits des Romains, onde proporre modelli esemplari.

### Poemi religiosi
- De la Trinité.
- La Création du Monde, poema di 450 versi.

### Un romanzo arturiano,Beaudous[4]
La trama di questo romanzo di apprendimento, che è una riscrittura percorsa dal Bel inconnu e dall'inizio del Perceval o il racconto del Graal, mostra poca originalità : un figlio di Gauvain (Galvano), Beaudous, mirabilmente istruito ed educato premurosamente da sua madre, lascia la casa familiare per andare alla corte del re Artù dove, al Saint-Jean, si festeggiava l'incoronamento e il matrimonio di Gauvain, suo padre, con « la pucele / de Gales, la riche, la bele ». Lui si presenta in incognito sotto il nome di "cavaliere dai due scudi" e, per rendersi degno alla presenza dell'élite della Tavola Rotonda, s'impegna in una ricerca onde ottenere la stima degli altri cavalieri riguardo alla possibile riuscita delle avventure che gli si presenteranno. Favorito dalla sorte, Beaudous riesce a maneggiare una spada che nessun altro era mai riuscito a estrarre dal suo fodero, a vincere tutti i combattimenti, a disarcionare uno ad uno tutti i cavalieri della Tavola Rotonda, conquistando infine la gloria che gli permetterà di ottenere il cuore della giovane Bellezza e di ricevere allo stesso tempo, come suo padre, il titolo di re.
Robert de Bois ha conferito al suo romanzo arturiano un ruolo molto particolare : in effetti, egli lo concepiva come lo scrigno in grado di contenere l'insieme delle sue composizioni, poiché, nell'unica copia conservata del Beaudous, egli inserisce i suoi propri scritti (Floris et Lyriopé, L'Enseignement des Princes e Le Chastoiement des Dames, le sue poesie religiose e le sue chansons d'amour) nella lunga "seduta" [di insegnamenti] che la madre dell'eroe impartisce a suo figlio all'inizio del racconto. Se questa tecnica di incastonamento non è affatto inedita, Robert de Blois è comunque il primo autore, per così dire, a interpolarsi lui stesso.
Questo romanzo sembra abbia conseguito un successo limitato nel medioevo, dato che un solo manoscritto (BnF fr. 24301) ci è pervenuto.

### Un romanzo cortese,Floris et Lyriopé
Questo romanzo di 1748 versi ottonari riprende il finale del mito di Narciso, raccontando la storia dei suoi genitori : Lyriopé (o Liriope), figlia di Narciso, duca di Tebe, si innamora di Floris, figlio di uno dei valvassori del duca, il quale le si avvicina travestito con gli indumenti femminili di sua sorella gemella, Florie. Liriope rimane incinta e Floris, temendo la collera del duca, fugge alla corte di re Artù dove fa il suo apprendistato du uomo d'arme. Liriope mette al mondo un figlio facendolo passare per quello di Florie; un indovino predisse che la vita del bambino sarebbe finita il giorno in cui fosse stato riconosciuto. Alla morte del duca, Floris rientra a Tebe, sposa Liriope e riconosce il piccolo Narciso, il quale andrà incontro al suo fatale destino.

### Lista di componimenti lirici
- Merveil moi que chanter puis
- Par trop celer mon courage
- Puisque me sui de chanter entremis
- Li departis de douce contree (diverse melodie)
- Tant com je fusse fors de ma contree (diverse melodie)